# Nifuroxazide
Le nifuroxazide est un composé de la famille des nitrofuranes. Il est utilisé comme antiseptique intestinal : ses propriétés antibactériennes sont employées dans le traitement de la colite et de la diarrhée.
Connu en France sous le nom d Ercefuryl, il a été interdit en 2019. On peut le trouver dans certains pays étrangers.

## Marques
Le nifuroxazide est notamment commercialisé sous la spécialité Ercéfuryl par les laboratoires Sanofi-Aventis et sous les marques Ambatrol, Antinal, Bacifurane, Diafuryl, Imoseptyl (France), Diax (Égypte), Nifrozid, Ercéfuryl, Erfuzide (Thaïlande), Endiex (Slovaquie), Ercéfuryl (République tchèque), Nifuroksazyd (Pologne), Panfurex (France), Pérabacticel (France), Pentofuryl (Allemagne), Topron (Amérique latine), Akabar (Mexique), Antinal (Égypte), Apazide (Maroc) et Septidiaryl, Dysentyl (Algérie).

## Historique
Maurice Claude Ernest Carron a fait breveter le médicament aux États-Unis en 1966.

## Usages
La substance est utilisée notamment contre les diarrhées aiguës d'origine bactérienne. Des mesures diététiques et une réhydratation viennent compléter le traitement.